# Prochoristis capparidis
Prochoristis capparidis là một loài bướm đêm trong họ Crambidae.